# Micrelaps
Genre
Micrelaps est un genre de serpents de la famille des Lamprophiidae. 

## Répartition
Les quatre espèces de ce genre se rencontrent en Afrique et au Proche-Orient.

## Description
Ce sont des serpents venimeux.

## Liste d'espèces
Selon The Reptile Database (29 décembre 2015) :
- Micrelaps bicoloratus Sternfeld, 1908
- Micrelaps muelleri Boettger, 1880
- Micrelaps tchernovi Werner, 2006
- Micrelaps vaillanti (Mocquard, 1888)

## Publication originale
- Boettger, 1880 : Die Reptilien und Amphibien von Syrien, Palaestina und Cypern. Bericht über Senckenbergische Naturforschende Gesellschaft, vol. 1880, p. 132-219 (texte intégral).